# Barleria strigosa
Barleria strigosa es una especie de planta floral del género Barleria, familia Acanthaceae.
Es nativa de Assam, Bangladés, Camboya, centro-sur de China, Himalaya oriental, India, Laos, Birmania, Nepal, Sri Lanka, Tailandia y Vietnam. Especie introducida en islas de Sotavento e islas de Barlovento.

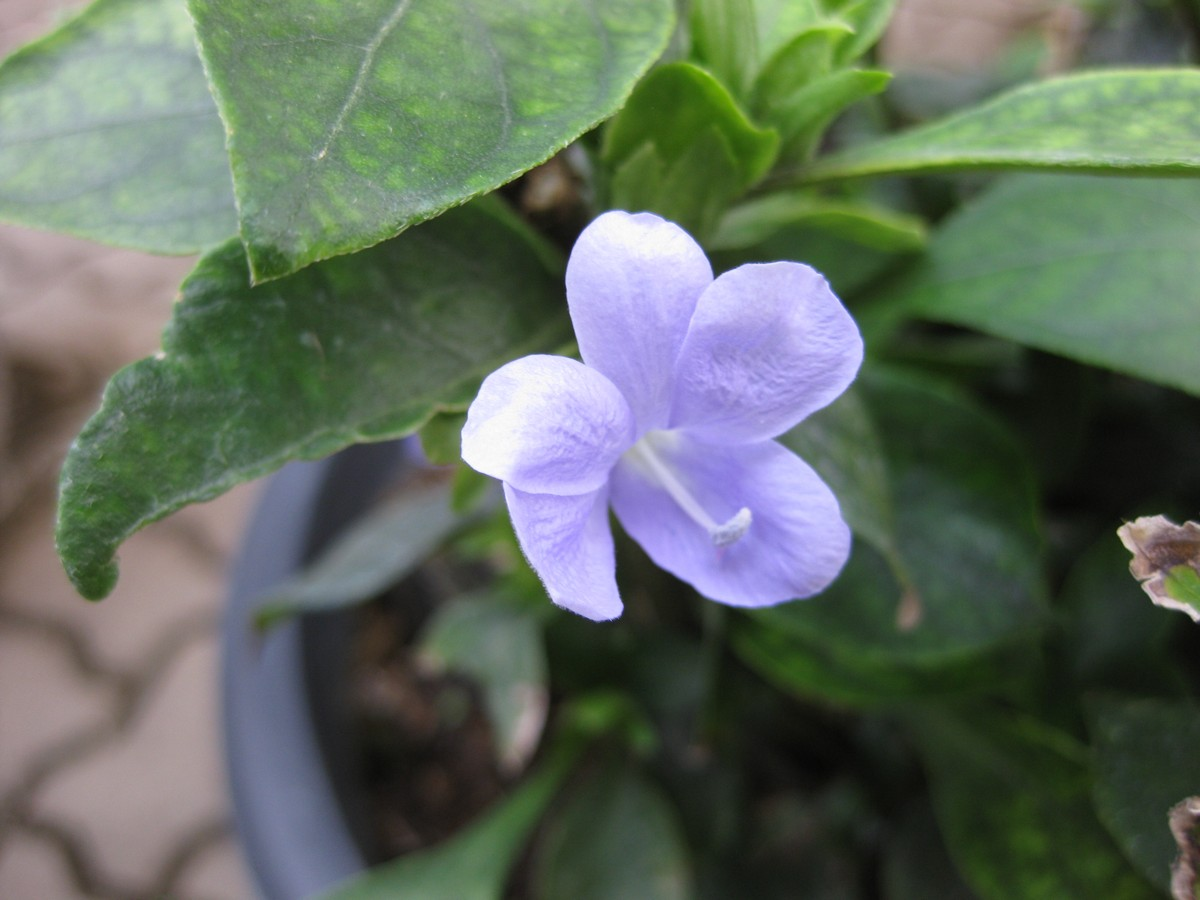
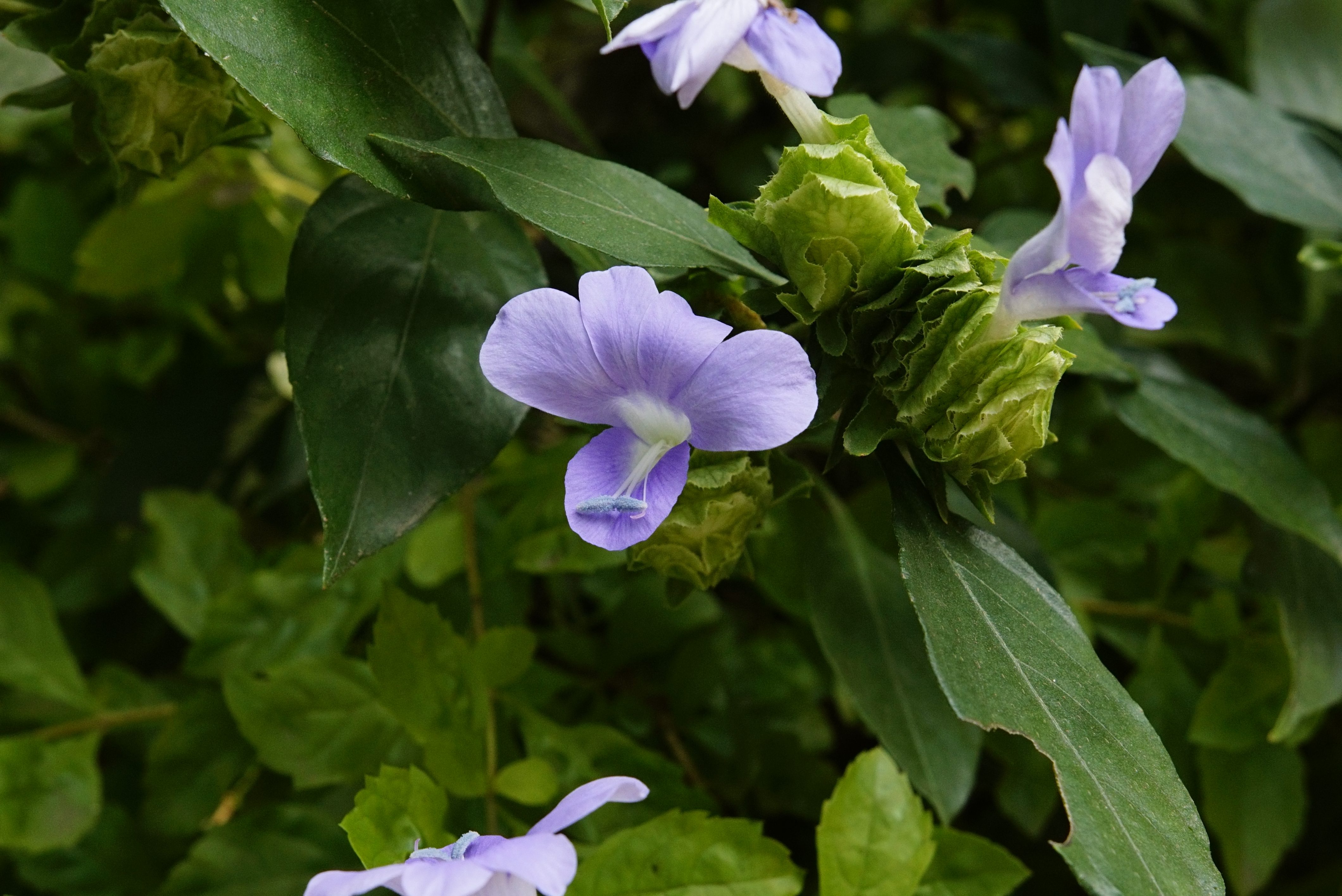
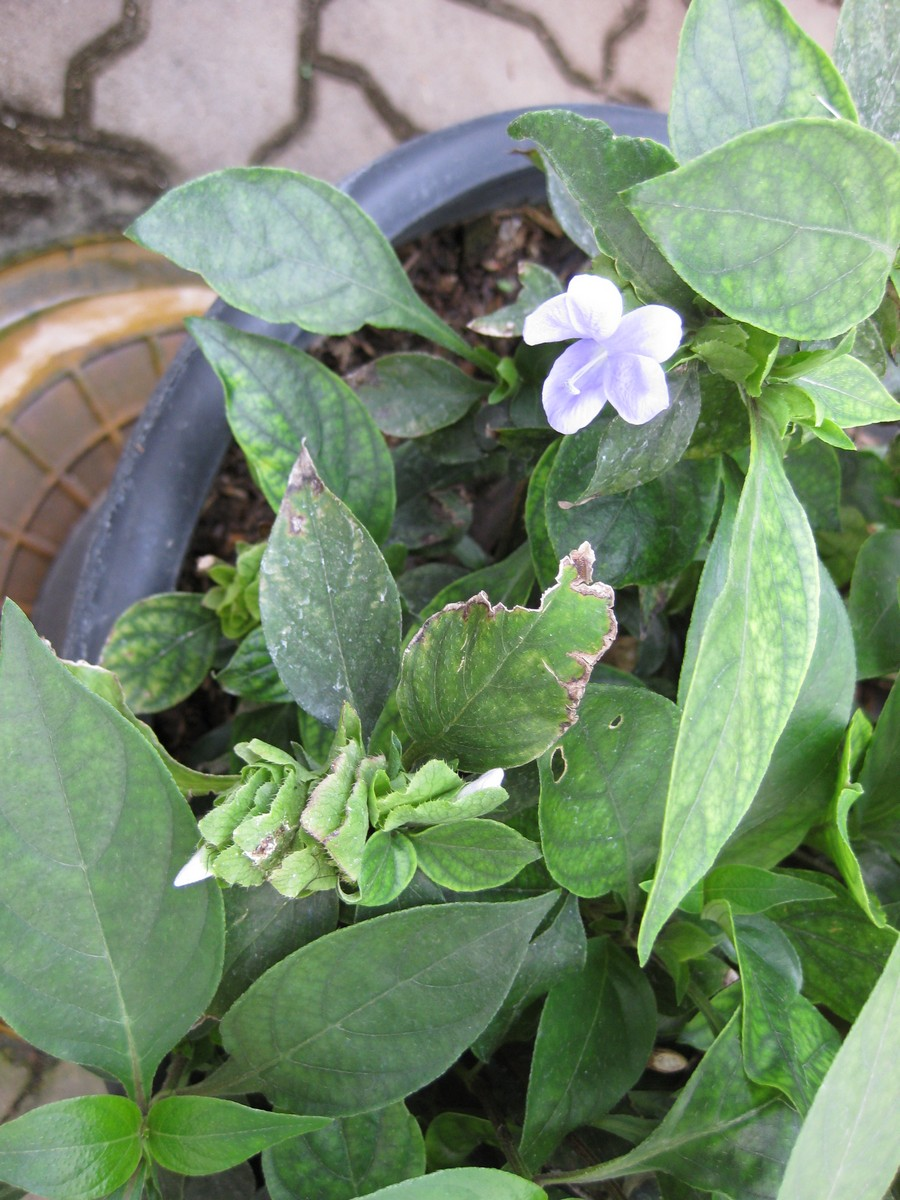
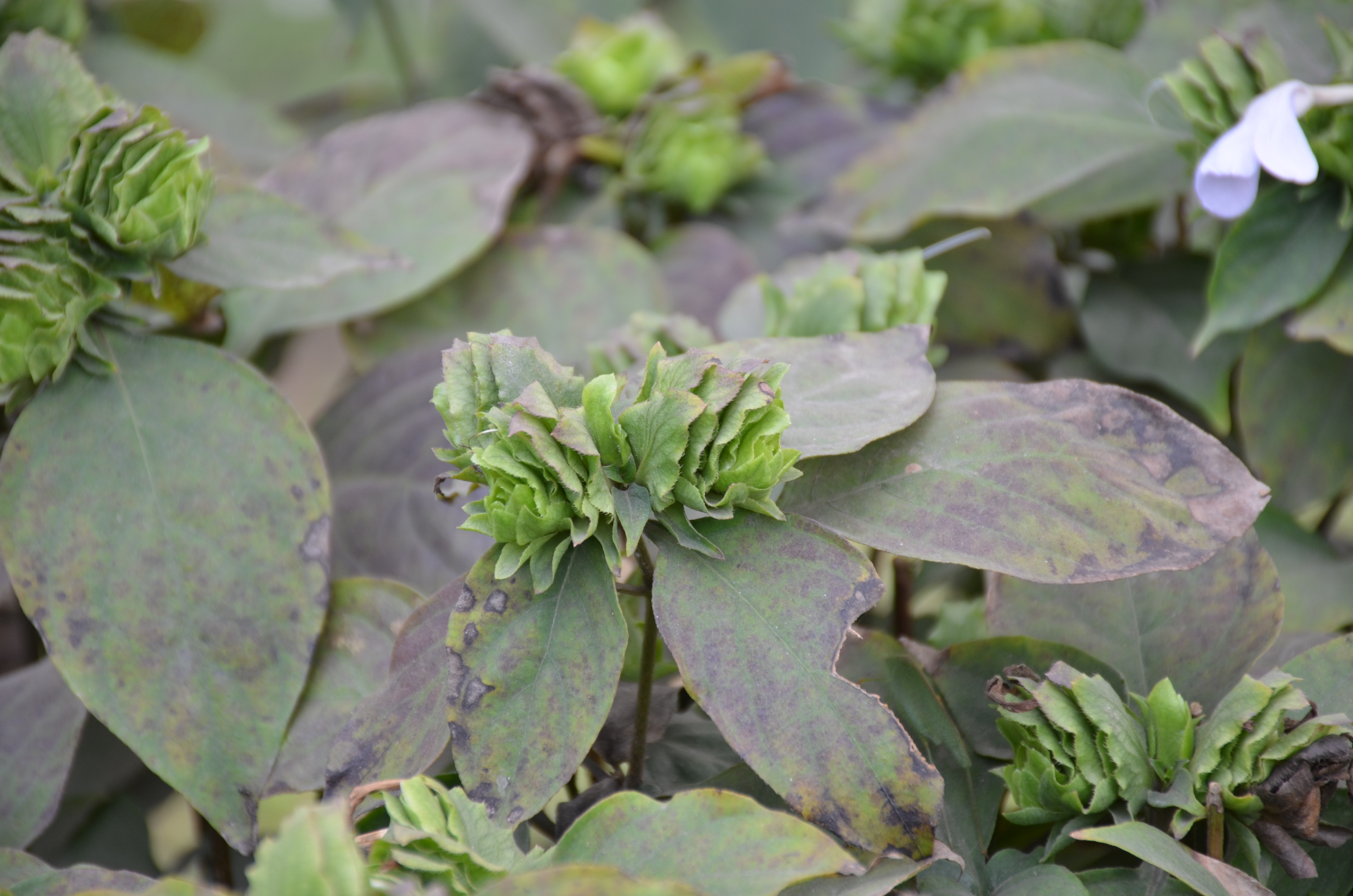